# Ashley (Hampshire)
Ashley is een civil parish in het Engelse graafschap Hampshire met 72 inwoners.